# Schrankia richteri
Schrankia richteri là một loài bướm đêm trong họ Erebidae.